# Stemmen (muziek)
Stemmen is het op de gewenste toonhoogte brengen van de door een muziekinstrument voort te brengen tonen.
Informeel kun je van een muziekinstrument zeggen dat het is gestemd als de te stemmen tonen onderling niet meer wringen, dissoneren, of vals klinken, en dus goed bij elkaar passen. Twee muziekinstrumenten zijn geschikt om samen te spelen, wanneer de instrumenten op dezelfde toonhoogte gestemd worden. Als verschillende muziekinstrumenten samen spelen terwijl ze niet dezelfde stemming hebben kan dit vals klinken. Daarom stemt men ze, zodat de noten gelijk klinken.
Het stemmen van een instrument kan op het gehoor gebeuren of met behulp van een stemapparaat. Stemt men op het gehoor dan wordt meestal één toon betrokken van een stemvork of een stemfluitje, van een reeds gestemd instrument of van een stemapparaat, waarna de overige tonen in overeenstemming met deze toon gestemd worden. Stemt men geheel met het stemapparaat dan worden alle te stemmen tonen betrokken van dat apparaat.

## Stemapparaten
Een piano wordt met een stemvork gestemd, maar een gitaar kun je met een stemfluitje of een stemapparaat stemmen. 
Een andere manier is stemmen door middel van een ander instrument dat wel juist gestemd is.
Ervaren gitaristen stemmen hun gitaar ook vaak op gehoor, hierbij moet één snaar goed gestemd zijn 
(meestal de hoge E-snaar of de G-snaar op een basgitaar), waarna de andere snaren met flageoletten worden gestemd.

## Drie niveaus
De stemming geschiedt op drie verschillende niveaus.
Het instrument als geheel moet op de juiste toonhoogte gestemd zijn. Volgens de norm betekent dat dat een A4 of eengestreepte a een frequentie heeft van 440 Hz. Deze stemming is van minder belang als er solo wordt gespeeld.
Uitwendig: De verschillende tonen van een instrument moeten met elkaar overeenkomen. Voor een viool betekent dit dat elke snaar een kwint hoger is dan de voorgaande snaar. Dit is de uitwendige stemming.
Inwendig: Ten slotte moeten de boventonen van iedere noot in de juiste verhouding staan tot de grondtoon. Bij veel instrumenten, zoals fluit en viool, is dit vanzelf goed.  Bij versleten of roestige snaren zullen de boventonen overigens niet meer (rein) gestemd zijn en dan moeten de snaren vervangen worden.  Bij andere instrumenten, zoals torenklokken en sommige elektronische orgels, moet iedere boventoon apart gestemd worden. Dit is de inwendige stemming.

## Stemtoon
Bij juiste stemming van de a klinkt deze als de stemtoon (tegenwoordig 440 hertz of in het geval van bijvoorbeeld de moderne xylofoon en marimba 442 hertz).  Deze toon wordt (buiten een orkestsituatie) meestal van een stemvork betrokken. In een orkest wordt de stemtoon doorgaans geleverd door de hobo. Hierop stemt iedereen zijn/haar instrument af. De klank van de hobo is zo doordringend dat iedereen hem in het stemrumoer goed kan horen.

### Transponerend
Afhankelijk van het instrument wordt een andere toon gebruikt om op te stemmen. Het gaat er dan om of het betreffende instrument een transponerend instrument is of niet. Bij een transponerend instrument zoals een bes-trompet is de grondtoon een bes. Die grondtoon wordt genoteerd als een c. Een als c genoteerde noot klinkt dus als de toon bes, en bij het stemmen moet daar uiteraard rekening mee worden gehouden.
Voorbeelden:
- Als een bes-trompet de grondtoon speelt, normaal genoteerd als een c, dan klinkt er een bes (de trompet wordt daarom bes-instrument genoemd.
- Een alt-saxofoon is gewoonlijk een es-instrument.

Om zowel transponerende en niet transponerende instrumenten goed te laten samenklinken, gebruiken transponerende en niet-transponerende instrumenten andere stemtonen. Alle tezamen klinken de instrumenten dan gelijk.

### Hulpmiddelen
Behalve dat een instrument op het gehoor gestemd kan worden, bestaan er elektronische stemapparaten die het geluid opnemen en met een wijzertje of leds aangeven hoeveel cent te hoog of te laag het instrument nog gestemd staat. Bij elektrisch versterkte instrumenten is het soms mogelijk het stemapparaat op een daarvoor voorziene ingang op het instrument aan te sluiten.

### Moeilijk stembaar
Sommige instrumenten kunnen niet of nauwelijks door de bespeler zelf gestemd worden:
- De piano wordt gestemd door een pianostemmer.
- Bij een pijporgel moeten alle orgelpijpen afzonderlijk worden gestemd; hierbij zijn meestal meerdere personen nodig.
- De accordeon wordt indien nodig bij een reparateur gestemd.
- Marimba, xylofoon en vibrafoon moeten terug naar de fabriek om te worden gestemd.
- Een beiaard wordt eenmalig in de klokkengieterij gestemd en blijft dan bijna altijd zuiver.

## Membranofonen
Membranofonen, dus slagwerk met een slagvel, zoals pauken, worden ook gestemd. Daarbij wordt zo gestemd dat de juiste toon wordt ervaren als het vel op ongeveer een derde van de afstand tussen rand en middelpunt wordt bespeeld (vanaf de rand gemeten). De daarbij geproduceerde boventonen hebben heel andere verhoudingen tot de grondtoon dan in de diatoniek. Bovendien veranderen de geproduceerde tonen als het vel anders bespeeld wordt.

### Om rekening mee te houden
Vellen zijn kwetsbaar en er komt veel spanning op te staan. Het is daarom van belang om een membranofoon met beleid en de juiste techniek te bespannen en te stemmen. Als de spanbouten van membranofonen kruislings worden aangedraaid, en nooit meer dan 45 graden per keer, dan wordt het beste resultaat bereikt. Hoe strakker het vel wordt bespannen, hoe hoger de ruisklank wordt.